# Afro-Cuban All Stars
Afro-Cuban All-Stars — кубинская музыкальная группа, возглавляемая Хуаном де Маркосом Гонсалесом (бывшим тресеро группы «Sierra Maestra»). Музыкальный коллектив объединяет музыкантов 4-х поколений, самому старшему из них 81 год, а самому младшему — 13. Музыка коллектива представляет собой смесь смесь различных стилей кубинской музыки, включая болеро, сон, сон-монтуно, гуахира.
Группа обрела всемирную известность благодаря своему альбому 1997 года A toda Cuba le gusta, который был записан на сессии проекта «Buena Vista Social Club». На тот момент участниками группы были Рубен Гонсалес, Орландо «Качаито» Лопес, Ибраим Феррер, Рауль Планас, Пио Лейва, Мануэль «Пунтильита» Лисеа, Янко Писако и основные музыканты, внёсшие самый большой вклад в запись — Каридад Йерресуэло и Педро Кальво.
Целью коллектива является популяризация и сохранение оригинальной афро-кубинской музыки и фольклора.

## Дискография коллектива
| год  | название                          | лейбл выпуска         |
| ---- | --------------------------------- | --------------------- |
| 1997 | A toda Cuba le gusta              | Elektra/Asylum        |
| 1999 | Distinto diferente                | Elektra               |
| 2000 | Live in Havanna                   | WVI                   |
| 2005 | Live in Japan (DVD)               | Globe Star Recording  |
| 2005 | Step Forward: The Next Generation | Globe Star Recordings |
| 2005 | Live in Japan                     |                       |
| 2008 | Baila mi son (Feat. Felix Baloy)  |                       |

## Участники
- Luis Alemany — труба
- Carlos Álvarez — тромбон
- «Angá» Dìaz — перкуссия
- Ibrahim Ferrer — вокал
- Juan de Marcos González — перкуссия
- Rubén González — фортепиано
- Pío Leyva — вокал
- Manuel «Puntillita» Licea — вокал
- Orlando «Cachaito» López — контрабас
- Manuel «Guajiro» Mirabal — труба
- Demetrio Muñiz — тромбон
- Eliades Ochoa — гитара, вокал
- Julienne Oviedo — перкуссия
- Raúl Planas — вокал
- Omara Portuondo — вокал
- Carlos Puisseaux — перкуссия
- Daniel Ramos — труба
- José Antonio Rodríguez — вокал
- Compay Segundo — гитара, вокал
- Barbarito Torres — лауд
- Amadito Valdés — тимбалы
- Idania Valdés — вокал
- Felix Baloy — вокал
- Javier Zalba — флейта, баритон-саксофон